# Ісідор (ураган)
Ураган «Ісідор» (англ. Hurricane Isidore) — потужний тропічний циклон, який викликав масштабні повені та шкоди в Мексиці, на Кубі та в США у вересні 2002 року дев'ятий по імені шторм і другий ураган в Атлантичному сезоні ураганів 2002 року, і п'ятий з восьми названих штормів який досяг берегів Сполучених штатів. Ісідор досяг піку як ураган 3 категорії, завдавши матеріальних збитків, та 22 смертельних випадки на Ямайці, Кубі, Мексиці та Сполучених Штатах.

## Метеорологічна історія

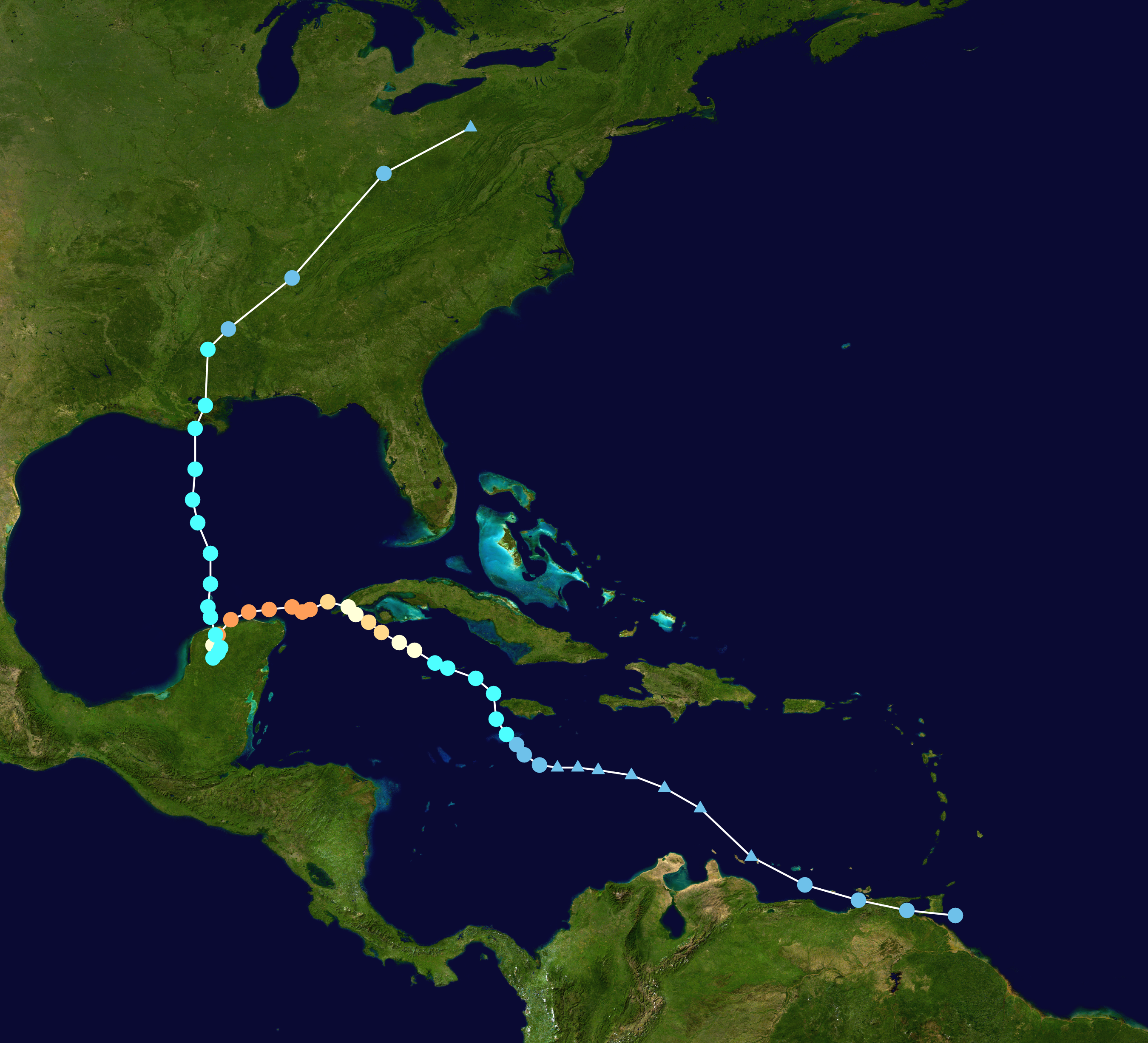
Траєкторія руху Урагану Ісідор

9 вересня тропічна хвиля відійшла від узбережжя Африки. Незважаючи на переміщення через сухе середовище, його конвекція стала організованою. 14 вересня конвекція була достатньо добре організована навколо невеликої замкнутої циркуляції вітру, щоб класифікувати систему як Тропічна депресія Десять поблизу Тринідаду і Тобаго. Взаємодія на суші з Венесуели пізніше послабила депресію до тропічної хвилі. Хвиля продовжила рухатися на північний-захід через Карибське море і переросла в тропічну депресію 17 вересня в 140 милях (230 км) на південь від Ямайки.
Вбудований у слабку рульову течію, він дрейфував на північний захід і посилився в тропічний шторм Ісідор 18 вересня поблизу Ямайки . Після проходу біля Ямайки він швидко посилився до урагану пізно 19 вересня на південь від Куби. Максимальний стійкий вітер досяг 100 миль на годину (160 км/ч) поблизу острова Хувентуд , і трохи ослаб до 85 миль в годину (137 км/ч) ураганів, як він обрушився на Cabo Frances пізно 20 вересня.  Ураган перетнув острів, а потім сповільнився, рухаючись на захід через Мексиканську затоку. Сприятливі умови на висоті з теплими температурами води дозволили  швидко посилитися до піку вітру 125 миль на годину (201 км/год) 21 вересня.
Незважаючи на Dvorak супутникових оцінок 145 миль на годину (233 км/ ч),  літак - розвідник вказав Ісидор залишався 125 миль на годину (201 км/ч)  з тиском знижується до 934  мбар, типовий для урагану категорії. Це найнижчий мінімальний тиск, який коли-небудь спостерігався для урагану в Атлантиці, інтенсивність якого не перевищувала 3 категорії. З майже ідеальними умовами для розвитку, Ісидора, за прогнозами, досягне швидкості вітру 150 миль на годину (240 км/год) над північною частиною Мексиканської затоки. Високий тиск на півночі змусив його піти на південь, і Ісідор вийшов на берег у Телчак Пуерто вЮкатан як великий ураган 22 вересня. Він швидко слабшав, оскільки майже зупинився над Юкатаном, і був лише мінімальним тропічним штормом після 30-годинного перебування всередині країни.
Внутрішнє ядро конвекції зруйнувалося над південно-східною Мексикою, і, рухаючись на північ знову досягнув Мексиканської затоки, це був великий, але слабкий тропічний шторм. Умови сприяли значному посиленню, але ураган не відновив центральну конвекцію, поки не досяг північної Мексиканської затоки. 26 вересня система зміцнилась та вразила Гранд-Айл, штат Луїзіана, з максимальною швидкістю вітру 65 миль на годину (105 км/год), але після переміщення вглиб країни швидко ослабла в тропічну депресію. Система мчалася на північний схід і 27 вересня стала екстратропічним циклоном, а в ту ніч поглинула фронтальною зоною над Пенсільванією.

## Підготовка

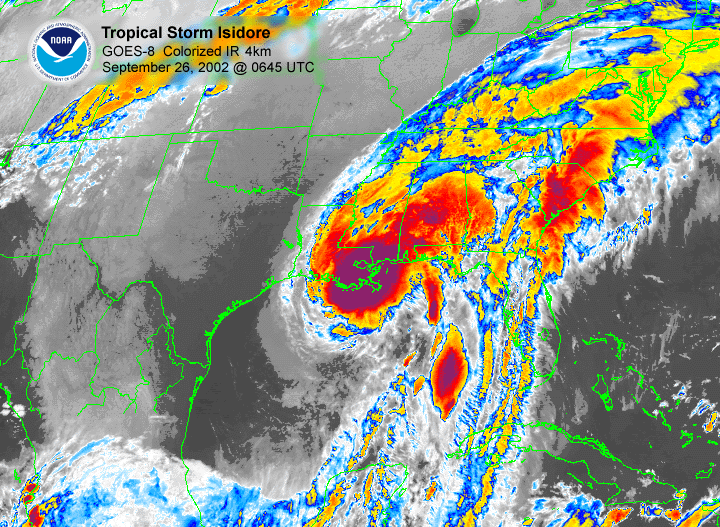
Tropical Storm Isidore making landfall in Louisiana on September 26

До того, як Ісідор став ураганом, існували побоювання, що шторм стане значною загрозою. Навколишнє середовище верхнього рівня перед штормом було дуже сприятливим, а океанічний вміст тепла був дуже високим. Всього через десять місяців після руйнівного урагану Мішель ураган Ісідор погрожував викликати подібні наслідки на Кубі. Готуючись до шторму, в провінції Пінар-дель-Ріо було евакуйовано близько 292 000 людей і тисячі сільськогосподарських тварин.  Попередження про ураган було опубліковано приблизно за 48 годин до виходу на берег, що дало достатньо часу для підготовки до шторму.
Потрапивши в Мексиканську затоку, ураган Ісідор став головним штормом 3 категорії зі швидкістю вітру 125 миль на годину (201 км/год). Тоді прогнози передбачали, що Ісідор рухатиметься на захід у Мексиканській затоці на кілька днів, а потім повернуться на північ до узбережжя Мексиканської затоки, оскільки на той час передбачалося, що це буде сильним 4 ураганом категорії. Спочатку передбачалося, що він залишиться на північ від півострова, попередження про ураган було опубліковано трохи більше ніж за день до виходу на берег. Понад 70 000 людей було евакуйовано, порти на узбережжі затоки Юкатану були закриті. Влада Мексики оголосила надзвичайний стан до приходу шторму.  Через несподіваний поворот Ісідора на південь на півострів Юкатан, Ісідор значно ослаб до тропічного шторму, який обмежив потенційні збитки вздовж узбережжя Мексиканської затоки Сполучених Штатів. Готуючись до урагану, Червоний Хрест мобілізував своїх членів у Техасі, Алабамі, Луїзіані, Міссісіпі та Флориді за кілька днів до очікуваного виходу на берег. За кілька днів до цього відправили волонтерів, щоб у сім’ях був сімейний план ліквідації наслідків стихійного лиха та набір засобів для ліквідації наслідків лиха. Попередження про ураган  на узбережжі Мексиканської затоки Сполучених Штатів між Кемероном, Луїзіаною та Паскагулою, штат Міссісіпі, пізно вранці 24 вересня, було припинено рано вранці 25 вересня, коли вже не очікувалося, що шторм переросте в ураган.

## Наслідки

### Карибськи острови
На Навітряних островах Ісідор був слабкою тропічною депресією, яка не спричинила жодних шкоди чи жертв. На Кайманових островах повідомили про тропічні штормові вітри та, ймовірно, зазнали повені, але Ісідор не завдав жодної шкоди чи жертв. Ісідор приніс на Ямайку сильні дощі, загальна площа яких становить 27,2 дюйма (690 мм) у Коттон-Трі-Галлі. 

### Куба

Ураган Ісідор наближається до Куби 19 вересня

Ураган Ісідор приніс проливні дощі, у багатьох районах повідомлялося про понад 1 фут (300 мм) опадів. Максимальний зареєстрований показник становив 21,7 дюйма (550 мм) у Ізабель Рубіо на заході Куби. Дощ у поєднанні з штормовим нагоном висотою 12 футів (3,7 м) зруйнував 77 будинків, спричинив відключення електроенергії, викорчував дерева та зірвав дахи. Понад 130 тютюнових сушарень були в тій чи іншій мірі вражені, що пошкодило цінні тютюнові запаси.  В цілому 240 тисяч тонн цитрусових і 132 тонн кави були знищені через шторм. Тисячі худоби загинули. Загиблих не було.

### Мексика

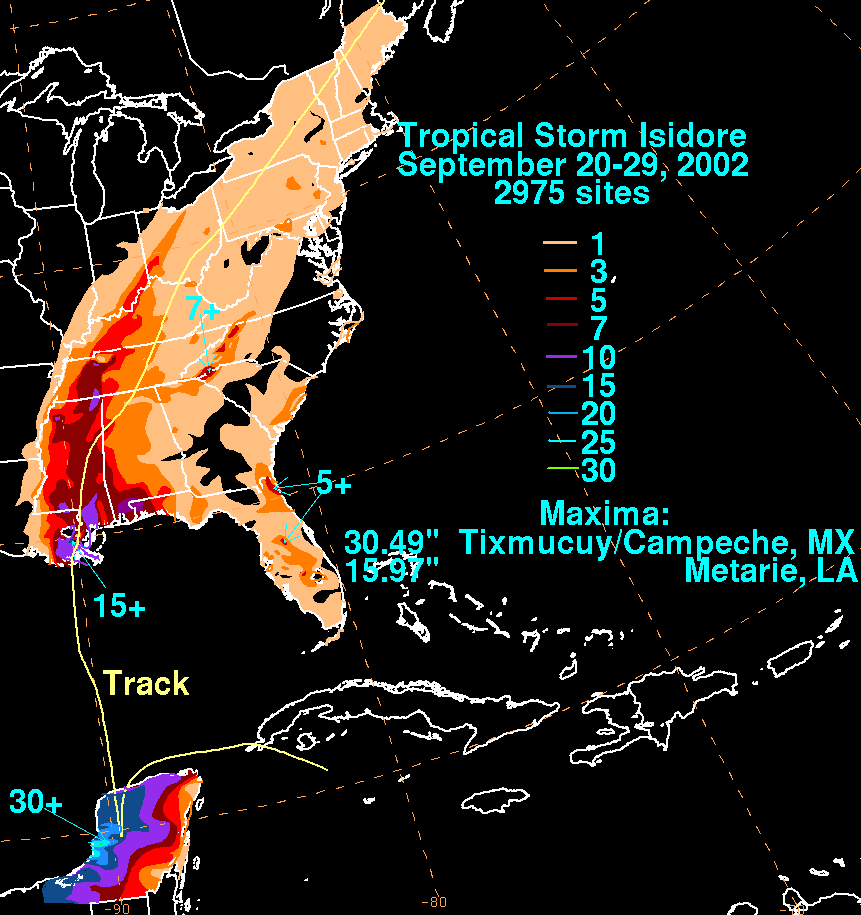
Rainfall totals in Mexico and the United States

Ураган Ісідор був одним із чотирьох штормів, які обрушилися на північну сторону Юкатану, оскільки ведуться записи. Це був перший тропічний циклон, який вразив цю територію після Тропічної депресії Грета в 1970 році, перший тропічний шторм з 1935 року, перший ураган з 1888 року і єдиний великий ураган, який коли-небудь вразив цей район.
Шторм припинив видобуток нафти мексиканської державної нафтової компанії PEMEX. Бурові операції, а також експорт з Мексики зупинилися на тиждень, що обійшлося нафтовій компанії в 108,7 мільйона доларів США. Острів Ісла-Арена на узбережжі Мексиканської затоки був майже накритий штормовим нагоном Ісідора. Його жителі евакуювали до проходження шторму.
Ураган Ісідор вдарив поблизу Меріди, штат Юкатан , як ураган зі швидкістю 125 миль на годину (201 км/год) і протримався над районом близько 36 годин. Випало понад 30 дюймів (760 мм) опадів, причому максимум зафіксовано поблизу Кампече. штормова хвиля досягала 6 метрів (20 футів) над південними частинами Yucatán держави. Майже одна третина всіх рибальських суден була пошкоджена Ісідором.  Майже 36 500 будинків було зруйновано на Юкатані від інтенсивних вітрів, 83 тисячі будинків пошкоджено, 500 тисяч залишилися без даху над головою. Повалені дерева та лінії електропередач були поширені на більшій частині північного півострова Юкатана 75% амбарів і складів були або сильно пошкоджені, або зруйновані. Збиток посівів і худоби був надзвичайною; По всій країні було пошкоджено 2000 квадратних кілометрів кукурудзи та 400 квадратних кілометрів фруктових дерев. Загалом 70% виробництва птиці та худоби було втрачено під час шторму на Юкатані. Збиток електромережі Мексики досяг 19,76 мільйонів доларів США. Понад чверть доріг на півострові були пошкоджені середнього або сильного ступеня, що призвело до збитків у сільській місцевості на 9,88 мільйона доларів США. Сільське господарство в Кампече зазнало значної шкоди: було втрачено 30 000 голів великої рогатої худоби та 100 000 акрів (400 км 2 ) сільськогосподарських угідь.
На півострові Юкатан внаслідок урагану Ісідор загинуло 17 осіб, дві з яких були опосередковано пов’язані зі штормом. Збитки в країні склали 950 мільйонів доларів (2002 доларів США).

### Центральна Америка
Ісідор спричинив сильні дощі в Гватемалі призвели до зсувів та повеней у південній та західній частинах країни. Дощі призвели до того, що двоє людей потонули, коли вони намагалися перетнути  річку. Триста п'ятдесят домогосподарств повідомили про збитки.

### США
У відкритій Мексиканській затоці ураган Ісідор, а потім і ураган Лілі сприяли закриттю морських нафтогазових платформ. Наслідки послідовних штормів призвели до втрати видобутку 14,4 млн барелів (2 290 000 м 3 ) нафти та 88,9 млрд кубічних футів (2,52 × 10 9  м 3 ) природного газу. Штормовий нагон висотою 8,3 фута (2,5 м) був виміряний в Ріголетес, штат Луїзіана, і в гавані Галфпорт, штат Міссісіпі. Ураган Ісідор приніссильні дощі з центрального узбережжя Мексиканської затоки в долину Огайо, з максимальним значенням 15,97 дюймів (406 мм) у Метарі, штат Луїзіана.  Повінь спричинила помірну шкоду врожаю, загальна шкода склала 330 мільйонів доларів (2002 доларів США).  Ісідор забрав п'ять життів у США: чотири прямих і одне непряме. Непряма смерть настала від чоловіка, у якого в штаті Міссісіпі сталася зупинка серця , тоді як інші четверо померли від утоплення.